# Bastien Ader

a Compétitions nationales et continentales officielles uniquement.

b Matchs officiels uniquement.
Bastien Ader, né le 6 juin 1991 à Sauveterre-de-Comminges, est un joueur français de rugby à XIII évoluant au poste d'ailier ou de centre. Après des débuts à Saint-Gaudens, il rejoint ensuite Toulouse avec lequel il remporte deux titres de Championnat de France (2014 et 2015) et une Coupe de France (2014), il participe à l'intégration de Toulouse dans le championnat anglais en disputant la League One puis le Championship. En 2017, il est sélectionné en équipe de France pour la Coupe du monde 2017.

## Biographie
Son père, Philippe Ader, a été également joueur de rugby à XIII.
Bastien Ader a débuté au rugby à XIII à l'école de rugby à XIII de Saint-Gaudens puis a rejoint Toulouse à l'âge de vingt ans en même temps qu'Adam Innès et Jean-Christophe Borlin. Ce dernier club après une tentative en Championnat anglais effectue son retour dans le Championnat de France à partir de 2011 pour ensuite le dominer avec deux titres de Championnat en 2014 et 2015 et une Coupe de France en 2015 auxquels Ader y participe activement. Il reste à Toulouse lors du choix du club de retenter sa chance dans le Championnat anglais, prend part à la réussite du club avec une promotion en Championship en 2016. Ses performances remarquées amènent le sélectionneur de l'équipe de France Aurélien Cologni de le convoquer pour une rencontre amicale contre la Jamaïque en octobre 2017 puis est retenu dans la liste des vingt-quatre joueurs sélectionnés pour disputer la Coupe du monde 2017. Malgré une élimination au premier tour, Ader se met en évidence en étant le meilleur marqueur d'essais de la sélection française lors de cette compétition en inscrivant deux essais contre le Liban.

## Palmarès
- Collectif :
  - Vainqueur de la Coupe d'Europe : 2018 ( France).
  - Vainqueur du Championship : 2021 (Toulouse).
  - Vainqueur du Championnat de France : 2014 , 2015 (Toulouse) et 2023 (Limoux).
  - Vainqueur de la Coupe de France : 2014 (Toulouse).
  - Finaliste du Championnat de France : 2022 (Limoux).

### Détails en sélection
| 1. | 13 octobre 2017  | Jamaïque       | 34-12 | Amical         | Centre  | 8 | 2 | 0 | 0 |
| 2. | 29 octobre 2017  | Liban          | 18-29 | Coupe du monde | Centre  | 8 | 2 | 0 | 0 |
| 3. | 3 novembre 2017  | Australie      | 6-52  | Coupe du monde | Centre  | 0 | 0 | 0 | 0 |
| 4. | 12 novembre 2017 | Angleterre     | 6-36  | Coupe du monde | Centre  | 0 | 0 | 0 | 0 |
| 5. | 17 octobre 2018  | Angleterre     | 6-44  | Amical         | Arrière | 0 | 0 | 0 | 0 |
| 6. | 27 octobre 2018  | pays de Galles | 54-18 | Coupe d'Europe | Centre  | 4 | 1 | 0 | 0 |
| 7. | 3 novembre 2018  | Irlande        | 24-10 | Coupe d'Europe | Centre  | 4 | 1 | 0 | 0 |
| 8. | 10 novembre 2018 | Écosse         | 28-10 | Coupe d'Europe | Centre  | 0 | 0 | 0 | 0 |

#### Statistiques
| Saison | Club          | Compétition           | Matchs | Points | Essais | Goals | Drops |
| ------ | ------------- | --------------------- | ------ | ------ | ------ | ----- | ----- |
| 2010   | Saint-Gaudens | Championnat de France | ?      | ?      | ?      | ?     | ?     |
| 2011   | Saint-Gaudens | Championnat de France | ?      | ?      | ?      | ?     | ?     |
| 2012   | Toulouse      | Championnat de France | ?      | ?      | ?      | ?     | ?     |
| 2013   | Toulouse      | Championnat de France | ?      | ?      | ?      | ?     | ?     |
| 2014   | Toulouse      | Championnat de France | ?      | ?      | ?      | ?     | ?     |
| 2015   | Toulouse      | Championnat de France | ?      | ?      | ?      | ?     | ?     |
| 2016   | Toulouse      | League 1              | 28     | 28     | 7      | 0     | 0     |
| 2017   | Toulouse      | Championship          | 30     | 66     | 15     | 1     | 0     |
| 2018   | Toulouse      | Championship          | 27     | 64     | 16     | 0     | 0     |
| 2019   | Toulouse      | Championship          | 18     | 20     | 5      | 0     | 0     |
| 2020   | Toulouse      | Championship          | 5      | 4      | 1      | 0     | 0     |
| 2021   | Toulouse      | Championship          | -      | -      | -      | 0     | 0     |
| 2022   | Limoux        | Championnat de France | -      | -      | -      | 0     | 0     |